# Trận Vittorio Veneto
Trận Vittorio Veneto là trận đánh diễn ra từ ngày 24 tháng 10 đến ngày 3 tháng 11 năm 1918 giữa Ý và Đế quốc Áo-Hung tại Vittorio Veneto trong Chiến tranh thế giới thứ nhất. Đây cũng là trận đánh cuối cùng của mặt trận Ý trong đệ nhất thế chiến với thắng lợi thuộc về Ý và sau thất bại ở trận này, ngày 3 tháng 11 năm 1918, Đế quốc Áo-Hung đã đầu hàng các nước phe Hiệp ước và chẳng lâu sau đó Đế quốc Áo-Hung cũng tan rã vào ngày 16 tháng 11 năm 1918.

## Hoàn cảnh dẫn đến trận đánh
Trong trận Caporetto từ ngày 24 tháng 10 đến ngày 9 tháng 11 năm 1917 tại Kobarid, Quân đội Ý thảm bại và mất 300 000 người. Thất bại này đã khiến quân đội Italia phải tổ chức rút lui và dẫn đến sự thay đổi tổng tư lệnh, tướng Armando Diaz lên thay tướng Luigi Cadorna. Tướng Diaz ngay lập tức tổ chức lại quân đội, chặn lại các đợt tấn công của quân đội Áo-Hung và ổn định lại phòng tuyến sông Piave. Chiến thắng của quân đội Ý trong trận sông Piave vào tháng 6 năm 1918 lấy lại hi vọng cho họ về chiến thắng cuối cùng tại chiến trường Ý. Đến tháng 7 năm 1918, quân Đức đã suy kiệt ở mặt trận phía Tây và không còn đủ sức giúp đỡ đồng minh Áo-Hung nên quân đội Ý quyết định tổ chức 1 cuộc tổng tấn công lớn cuối cùng để đánh bại hoàn toàn Đế quốc Áo-Hung.

## Diễn biến
Ngày 23 tháng 10 năm 1918, quân đội Ý do tướng Armando Diaz chỉ huy có sự trợ giúp của liên quân Anh-Pháp-Mỹ tổ chức cuộc phản công cuối cùng ở mặt trận Ý.
Sau khi vượt sông Piave, quân đội Italia đã nhanh chóng chiếm lấy Vittorio ("Veneto" được đưa thêm vào địa danh này năm 1925) rồi tiến lên chiếm Trento, chặn đường rút lui của quân Áo. Tướng Graziani của tập đoàn quân 11 Ý cho quân tiến lên với sự yểm trợ của tập đoàn quân số 9. Ngày 30 tháng 10 năm 1918, quân đội Áo-Hung đã bị chia làm hai và đứng trước nguy cơ bị tiêu diệt hoàn toàn.

## Kết quả
Đến ngày 3 tháng 11 năm 1918 khi Đế quốc Áo-Hung đầu hàng các nước phe Hiệp ước thì trận Vittorio Veneto cũng kết thúc. Kết quả cuối cùng là Áo-Hung tổn thất 300.000 người và từ 300.000 đến 500.000 người bị bắt làm tù binh (50.000 vào ngày 31 tháng 10, 100.000 vào ngày 1 tháng 11, 428.000 vào ngày 4 tháng 11). Ý mất 38.000 người, phía liên quân tỏn thất 145 lính Pháp và 374 lính Anh.
Trận đánh này cũng đánh dấu sự kết thúc của mặt trận Ý trong Chiến tranh thế giới thứ nhất cũng như sự tan rã của Đế quốc Áo-Hung. Nhiều phần lãnh thổ của đế quốc này đã tuyên bố độc lập, ngay cả trước khi Áo-Hung tuyên bố đầu hàng. Sự đầu hàng của đồng minh chính trong cuộc chiến cũng khiến cho đế quốc Đức không thể tiếp tục chiến tranh. Ngày 11 tháng 11, đế quốc Đức đã chính thức đầu hàng khi trước đó hoàng đế Đức Wilhelm II đã phải thoái vị và chạy sang Hà Lan vào thời điểm cách mạng Đức bùng nổ.